# فريديريك ديلبلا
فريديريك ديلبلا (مواليد 9 نوفمبر 1964) هو مبارز بالسيف فرنسي، مثّل بلاده في الألعاب الأولمبية الصيفية 1988.

## روابط خارجية
فريديريك ديلبلا على موقع الاتحاد الدولي للمبارزة (الإنجليزية)
- فريديريك ديلبلا على موقع أوليمبيديا (الإنجليزية)